# Georges Coquet
Pour les articles homonymes, voir Coquet.
Ne doit pas être confondu avec Georges Choquet.
Georges Théophile Coquet, ou plus simplement Georges Coquet (né le 9 mai 1866 à Saint-Malo et mort le 17 mars 1916  à Paris) est un acteur français, de théâtre et de cinéma de la période du cinéma muet.
Georges Coquet était le mari de l'actrice Andrée Marly, de près de vingt ans sa cadette, qui fut son élève avant de devenir sa femme.

## Biographie
Lauréat du Conservatoire en 1888, Georges Coquet joue des rôles classiques avant de passer au Vaudeville puis à la Comédie-Française. Il commence en 1909 une carrière cinématographique et tourne, souvent en compagnie de son épouse, dans une trentaine de films pour Pathé Frères, jusqu'à sa mort brutale en 1916, à l'âge de 49 ans, avec des réalisateurs comme Albert Capellani, Michel Carré, Georges Monca, Camille de Morlhon, René Leprince, Max Linder, Louis Feuillade ou Henri Fescourt.

## Théâtre
- 1910 : Le Crampon de Robert Dieudonné, Théâtre des Nouveautés, 1er juin 1910

## Filmographie partielle
- 1909 : La Main d'Henri Berény
- 1910 : Deux Vieux Garçons  de Michel Carré
- 1911 : L'Intrigante (ou L'Institutrice) d'Albert Capellani
- 1911 : Le Truc de Rigadin de Georges Monca
- 1911 : Le Mort vivant de Michel Carré
- 1911 : L'Accord parfait  de Camille de Morlhon
- 1911 : Le Secret du passé de Georges Monca
- 1911 : Le Rival dupé de Michel Carré
- 1911 : Malade par amour (réalisateur inconnu)
- 1911 : Max a un duel de René Leprince et Max Linder
- 1911 : Max victime du quinquina de René Leprince et Max Linder
- 1911 : Un monsieur qui n’a pas de mémoire (réalisateur inconnu)
- 1912 : Max et la Fuite de gaz de René Leprince et Max Linder
- 1912 : Un mariage sous Louis XV de Camille de Morlhon
- 1912 : Le Vase brisé (réalisateur inconnu)
- 1912 : L'Odalisque et la note du tailleur (réalisateur inconnu)
- 1912 : Charley Colms de René Leprince
- 1912 : Nat Pinkerton contre tous de Pierre Bressol
- 1912 : Le Collier de la danseuse de René Leprince
- 1912 : Le Succès de la prestidigitation (Max escamoteur) de Max Linder
- 1912 : Max cocher de fiacre de Max Linder
- 1912 : L'Infidèle de René Leprince
- 1912 : Le Club des élégants de René Leprince
- 1912 : Serment de fumeur de Camille de Morlhon
- 1912 : L'Enlèvement en hydroaéroplane (Un enlèvement en hydroaéroplane) de Max Linder
- 1912 : À la française (réalisateur inconnu)
- 1912 : Tire au flanc de Georges Lormier
- 1913 : La Gardienne du feu (film en trois parties) de Louis Feuillade
- 1913 : La Marquise de Trevenec (film en cinq parties) de Henri Fescourt
- 1913 : Coquette policière (réalisateur inconnu)
- 1913 : Max virtuose de Max Linder
- 1914 : Les Escarpins de Max de Max Linder
- 1914 : Max collectionne les chaussures (Max collectionneur de chaussures) de Max Linder
- 1916 : L'Épreuve de Louis Feuillade